# Слуга народа (партия)
«Слуга народа» (укр. Слуга народу) — украинская радикально-центристская правящая политическая партия. Главным лидером и вдохновителем является президент Украины Владимир Зеленский. С 2019 года обладает абсолютным большинством в Верховной раде Украины IX созыва, как монокоалиция формирует правительство и назначает руководителей центральных органов власти.

## Известные лидеры партии
- Президент Украины: Владимир Зеленский

- Председатель Верховной Рады Украины: Руслан Стефанчук

- Министры правительства: Михаил Фёдоров, Ольга Стефанишина, Денис Монастырский, Денис Малюська, Александр Ткаченко

## История
Официальная регистрация состоялась 13 апреля 2016 года под именем «Партия решительных перемен».
2 декабря 2017 года название политической партии изменено на «Слуга народа». В качестве нового названия партии было выбрано название сериала 2015—2019 годов «Слуга народа» и фильма 2016 года «Слуга народа 2».
21 января 2019 года партия «Слуга народа» на съезде выдвинула кандидатом в президенты Украины Владимира Зеленского.
21 апреля 2019 года во втором туре президентских выборов победил Владимир Зеленский, которого поддерживала политическая партия «Слуга народа».
27 мая 2019 года председателем политической партии «Слуга народа» стал Дмитрий Разумков.
21 июля 2019 года на досрочных парламентских выборах политическая партия «Слуга народа» победила в республиканском избирательном округе, получив 43,16 % голосов избирателей. Также партия получила наибольшее количество мест в парламенте по одномандатным округам: победу одержали 130 кандидатов от «слуг народа». Это позволило политсиле сформировать монобольшинство в Верховной Раде Украины — впервые в истории украинского парламентаризма.
10 ноября 2019 года Дмитрий Разумков сложил полномочия председателя партии «Слуга народа» в связи с избранием председателем Верховной Рады Украины. Новым главой политсилы стал народный депутат Украины Александр Корниенко.
В феврале 2020 года председатель политической партии «Слуга народа» Александр Корниенко на IV внеочередном съезде провозгласил центризм как официальную идеологию политсилы.
В октябре 2021 года фракция партии в парламенте приняла решение отправить в отставку спикера Дмитрия Разумкова. Как заявляли лидеры фракции, пути Разумкова и президентской команды разошлись из-за неудовлетворительной работы спикера, а также разных взглядов на ключевые вопросы программы партии. 7 октября Дмитрий Разумков был отправлен в отставку. 8 октября новым главой парламента стал идеолог партии, и первый вице-спикер Руслан Стефанчук. 19 октября Первым заместителем председателя Верховной Рады Украины вместо Руслана Стефанчука стал глава партии «Слуга народа» Александр Корниенко.
15 ноября 2021 года новым руководителем партии «Слуга Народа» стала заместитель главы фракции Елена Шуляк. Её избрали на съезде политсилы вместо Александра Корниенко.

### Президентские выборы 2019
21 января 2019 года партия выдвинула Владимира Зеленского кандидатом в президенты.
31 марта прошёл первый тур выборов президента Украины, по итогам которого во второй тур вышли Владимир Зеленский (30,24 %) и Пётр Порошенко (15,95 %). Во втором туре выборов 21 апреля победил Владимир Зеленский (73,22 %).

### Парламентские выборы 2019
После инаугурации 20 мая Владимир Зеленский объявил о роспуске Верховной рады и о проведении досрочных парламентских выборов.
27 мая было объявлено, что главой партии «Слуга Народа» стал Дмитрий Разумков.

Электоральная поддержка партии «Слуга народа» на парламентских выборах 2019

21 июля на Украине прошли выборы в Верховную раду по смешанной избирательной системе с мажоритарными (одномандатными) округами и партийными списками. Для партий был установлен проходной барьер — 5 % голосов избирателей.
После подведения итогов голосования партия получила по партийному списку 43 % голосов (124 места) и ещё 130 мест в одномандатных округах, итого 254 места из 450 мест в Верховной Раде.
Парламентскую фракцию возглавил Давид Арахамия, Дмитрий Разумков возглавил Верховную раду, а Руслан Стефанчук стал первым вице-спикером. Фракция «Слуга народа» получила в комитетах 19 из 23 должностей председателей и 49 должностей заместителей и секретарей. Во фракции существовало пятнадцать заместителей главы фракции, каждый из которых по партийному замыслу должен координировать работу отдельной группы депутатов, собранной жеребьёвкой (с целью избежания формирования землячеств и клановости). Впоследствии этот опыт был признан неудачным, к этому моменту по собственной инициативе начали появляться неформальные объединения и микрогруппы депутатов, ориентированные на отдельных представителей президентской команды, влиятельных предпринимателей и депутатов.
10 ноября в Киеве прошёл первый этап 4-го внеочередного съезда партии «Слуга народа», на котором было обновлено партийное руководство, поставлены задачи на приближающиеся местные выборы и было официально декларирована смена идеологии. Главой партии вместо Дмитрия Разумкова, который с конца августа совмещал посты руководителя «Слуги народа» и спикера Верховной рады, был избран заместитель главы фракции «Слуги народа» в Верховной раде Александр Корниенко.

### Верховная рада IX созыва

Распределение депутатов по партиям в зале проведения заседаний (зелёным цветом выделена фракция «Слуга народа»)

#### Рассадка
Депутаты фракции «Слуга народа» заняли переднюю часть зала заседаний, их коллеги из других фракций и внефракционные депутаты разместились сзади. Отмечалось, что такая рассадка даст правящей партии несколько преимуществ. Во-первых, оппозиция не сможет заниматься блокированием трибуны: все проходы к ней прикрыты. Во-вторых, оппозицию будут меньше показывать камеры, которые ведут трансляцию заседаний парламента. Как заявил будущий глава партии Александр Корниенко, «мы сделали рассадку, позволяющую нам эффективно работать, а им меньше пиариться».

#### Работа в турборежиме
В первые дни работы парламента нового созыва, скорость, с которой пропрезидентское большинство из фракции «Слуга народа» одобряло инициированные президентом законопроекты, была названа главой фракции Давидом Арахамией «турборежимом».
13 ноября в первом чтении был принят законопроект «О внесении изменения в некоторые законодательные акты Украины об обороте земель сельскохозяйственного назначения», разрешающий с 1 октября 2020 года продажу земель сельхозназначения. За законопроект проголосовали 227 членов фракции СН и 13 внефракционных депутатов. Проведения земельной реформы неоднократно требовали Международный валютный фонд и Всемирный банк.

## Руководящие органы

### Председатель партии
| № | Портрет | Председатель Партии | Срок                                      |
| - | ------- | ------------------- | ----------------------------------------- |
| 1 |         | Иван Баканов        | 3 декабря 2017 года — 30 мая 2019 года    |
| 2 |         | Дмитрий Разумков    | 30 мая — 4 декабря 2019 года              |
| 3 |         | Александр Корниенко | 4 декабря 2019 года — 15 ноября 2021 года |
| 4 |         | Елена Шуляк         | с 15 ноября 2021 года                     |

### Политический совет партии
Состоит из 73 членов. Глава совета — Давид Арахамия.

### Национальный совет громад
Состоит из председателей областных организаций партии и киевской городской и криворожской городской организаций.

## Идеология
Официальная идеология: украинский центризм, который стоит на основе экономического центризма и баланса между националистическими идеями Запада и идеями Юго-Восточной Украины. Фактически, её идеология является балансом между социальными и либеральными нарративами (социал-либерализм). Несмотря на украиноцентризм и неприятие крайних идей, партия выступает за вступление Украины и в ЕС, и в НАТО.
22 мая 2019 года первый заместитель председателя Верховной Рады Украины Руслан Стефанчук в интервью украинскому интернет-изданию «Левый берег» заявил о том, что в основе идеологии партии «Слуга народа» лежит идеология либертарианства. Однако несколько недель позднее Дмитрий Разумков в интервью тому же изданию заявил, что по пути либертарианства партия пойти не может, так как оно направлено на фактически полное устранение государства. В ноябре 2019 года новый лидер партии Александр Корниенко объявил о внесении изменений в идеологию — отныне «Слуга народа» представляет собой политическую силу, пытающуюся совместить либеральные идеи с социалистическими. В июне 2020 года политолог Алексей Гарань констатировал, что «Слуга народа» по сути стала традиционной украинской партией, которая руководствуется не идеологией, а желанием иметь доступ к властным ресурсам. 22 октября 2020 года нардеп Никита Потураев охарактеризовал идеологию партии как либерализм центристского толка.

## Результаты выборов

### Выборы президента
| Год  | Кандидат           | Первый тур | Первый тур | Первый тур | Второй тур | Второй тур | Результат |
| Год  | Кандидат           | Голосов    | %          | Место      | Голосов    | %          | Результат |
| ---- | ------------------ | ---------- | ---------- | ---------- | ---------- | ---------- | --------- |
| 2019 | Владимир Зеленский | 5 714 037  | 30.24 %    | первый     | 13 541 528 | 73,22 %    | Победа    |

### Верховная рада
| Год  | Голосов   | %       | Место    | Кол-во депутатов | +/- | Позиция         |
| ---- | --------- | ------- | -------- | ---------------- | --- | --------------- |
| 2019 | 6,307,097 | 43.16 % | ▲ первое | 254 из 450       | ▲   | Монобольшинство |

## Молодёжное крыло партии — Зе! Молодёжка
В марте 2021 года глава партии, первый заместитель фракции Александр Корниенко анонсировал создание молодёжного крыла политсилы Зе! Молодёжка. Координатором молодёжного крыла назначен народный депутат Верховной Рады Украины от Слуги народа Александр Санченко, который является одним из авторов законопроекта «Об основных принципах молодёжной политики».